# Голографическая интерференционная литография
Голографическая интерференционная литография (англ. holographic interference lithography) — технология, использующая литографический процесс с экспонированием (облучением) резиста интерферирующими лазерными или ультрафиолетовыми лучами или пучками синхротронного рентгеновского излучения.

## Описание
В голографической литографии экспонируемая подложка со слоем резиста помещается в область интерференции двух или более лучей, создающих стоячую волну. В результате наложения когерентных волн оптического, ультрафиолетового или рентгеновского диапазона на поверхности резиста формируется интерференционная картина. После экспонирования, проявления и последующей обработки резистивной маски возникает рисунок, имеющий периодическую или квазипериодическую структуру. Период экспонируемой решетки может составлять половину длины волны излучения. Решетки, полученные интерференционной голографической литографией, применяют как дифракционные или фокусирующие элементы для формирования изображения с помощью рентгеновских лучей. Они могут использоваться также как элементы наноэлектронных приборов с характерными размерами 1-10 нм.